# Ґури (Поддембицький повіт)
Ґури (пол. Góry) — село в Польщі, у гміні Унеюв Поддембицького повіту Лодзинського воєводства.
Населення — 135 осіб (2011).
У 1975-1998 роках село належало до Конінського воєводства.

## Демографія
Демографічна структура станом на 31 березня 2011 року:
|          | Загалом | Допрацездатний вік | Працездатний вік | Постпрацездатний вік |
| -------- | ------- | ------------------ | ---------------- | -------------------- |
| Чоловіки | 63      | 8                  | 44               | 11                   |
| Жінки    | 72      | 13                 | 36               | 23                   |
| Разом    | 135     | 21                 | 80               | 34                   |